# ジブラルタルにおけるスカウティング

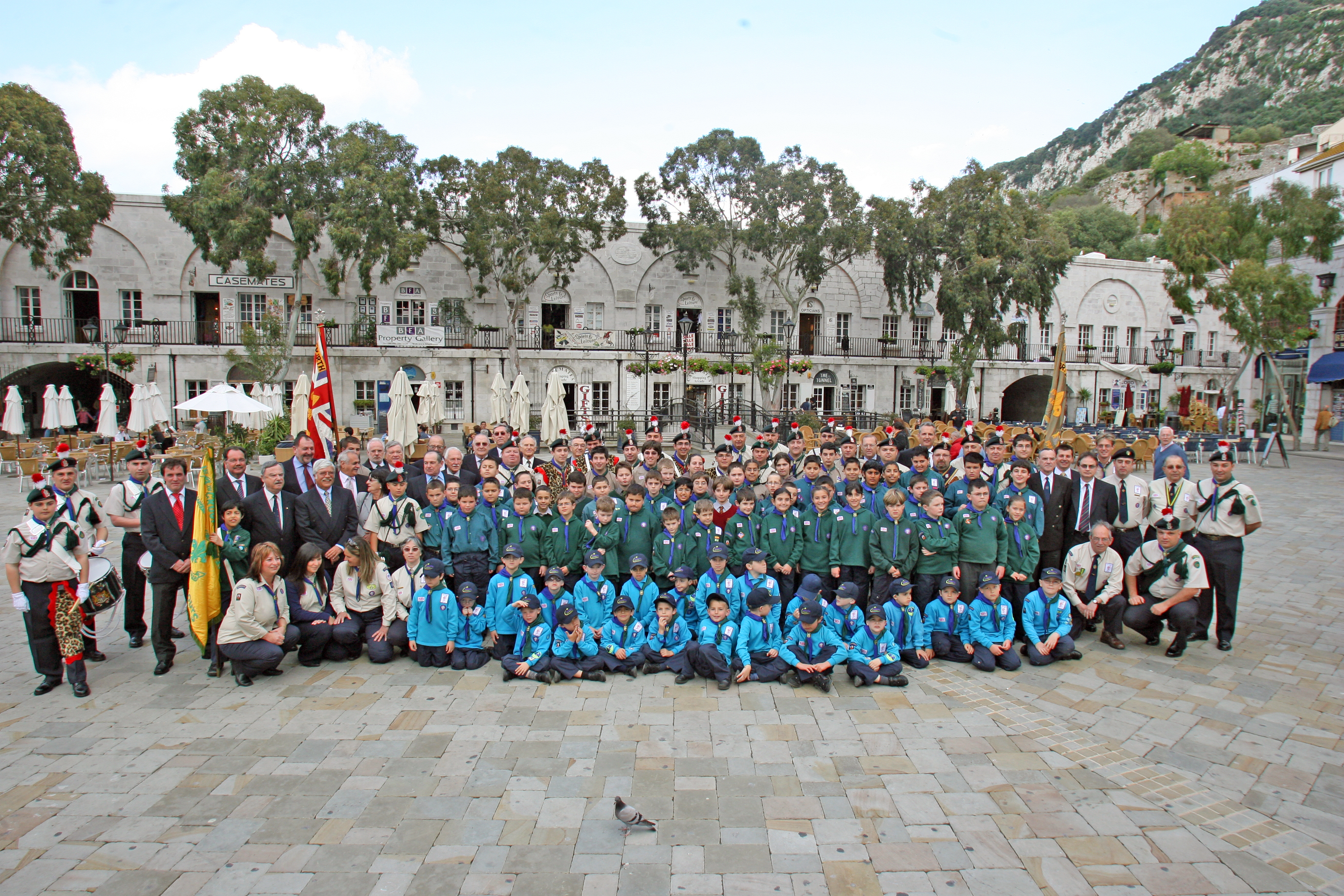
ジブラルタルのボーイスカウト百周年祝典、2008年

本項ではジブラルタルにおけるスカウティングについて解説する。ジブラルタルにはイギリスのスカウティング組織を親団体とする支部が存在している。

## ジブラルタルスカウト
ジブラルタルスカウト (Gibraltar Scouts) は、ジブラルタルがイギリスの海外領土であることから英国スカウト連盟の支部として運営されている。英国連盟の支部として最初にジブラルタルボーイスカウトが承認されたのは1913年のことである。

### 歴史
英国スカウト連盟の最初の海外支部であるジブラルタルスカウト第1隊 (1st Gibraltar Scout Troop) は、1908年3月27日に設立された。この隊はのちにジブラルタルスカウト第4隊と合併し、ジブラルタルスカウト第1/4隊となる。 その後、合併第4回ジブラルタルスカウト集団となる。この集団は180加盟員とビーバー2個隊、カブ2個隊、スカウト2個隊とエクスプローラー隊、鼓笛隊を擁するジブラルタル最大のスカウト集団である。第2ジブラルタルボーイスカウト隊 (2nd Gibraltar Boy Scout Troop) は1910年に結成された。1914年にジブラルタルで最初のカブスカウト隊が結成。 最初のローバースカウト隊は1928年に第2隊によって設立された。第3隊、第4隊は1913年以前に設立されている。
ジブラルタルシースカウト (Gibraltar Sea Scouts) は1914年結成の第5ジブラルタルシースカウト隊と第3ジブラルタルシースカウト隊の合併によって形成された。このグループは英国海軍の承認を得ている (Royal Navy Recognised Sea Scouts)。このグループはパイプバンドを擁していることでも良く知られている。
2008年にはジブラルタルにおけるスカウティング100周年を記念するため、ジブラルタル議会は英国スカウト連盟ジブラルタル支部をFreedom of the City of Gibraltarに叙する案を可決した。

### プログラム
ジブラルタルのスカウトのちかいとおきては英国のそれを踏襲している。活動プログラムもイギリスのシステムを踏襲しているが、ジブラルタルスカウトではそれを地域の生活様式に適応させている。ウッドバッジ研修と指導者訓練は英国連盟の支援のもと行われ、承認も英国連盟が行う。ジブラルタルスカウトはジブラルタル国内のほか英国やスペイン南部の野営行事にも多く参加している。

## ガールガイディングジブラルタル
ガールガイディングジブラルタル（Girlguiding Gibraltar、旧名はGibraltar Girl Guide Association;ガールガイドジブラルタル連盟）は、ジブラルタルにおけるガールガイド組織。 これは英国ガールガイド連盟の9つの支部のひとつである。ガールスカウト･ガールガイド世界連盟 (WAGGGS) レベルでの代表権は英国連盟が持ち、英国連盟のチーフガイドがジブラルタルのチーフガイドを兼ねる。プログラムは英国のガールガイドのそれをジブラルタルで行えるよう適応したものであり、英国とおなじちかい・おきてを備え、年齢別集団としてレインボー、ブラウニー、ガイド、レンジャーを持つ。
ジブラルタルでの最初のガールガイド隊は1914年の夏に設立され、1914年8月28日に植民地長官に報告されている。ただし、支部の公式的な設立年は1925年であり、1975年には3種類の50周年記念切手が発行されている。
2009年4月、ジブラルタル議会は地域社会への長年の貢献からHonorary Freedom of the City of Gibraltarを授与している。